# Smyril Line

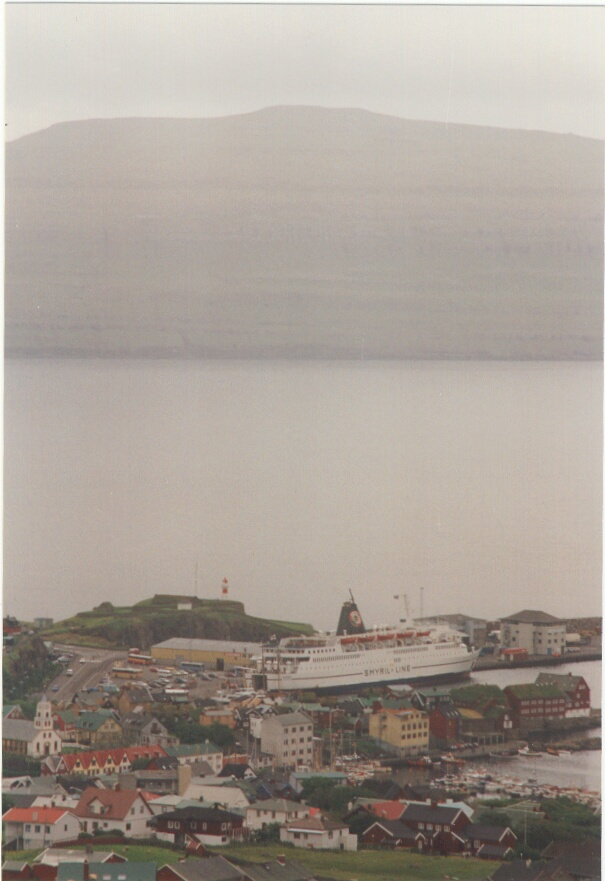
Il precedente traghetto Norröna nel porto di Tórshavn, 1997

La Smyril Line è una compagnia di navigazione faroese che collega le Isole Fær Øer e l'Islanda con la Danimarca, la Norvegia, e il Regno Unito (nella fattispecie le Isole Shetland e la terraferma scozzese).
Smyril in faroese significa falco.
La compagnia opera dal 1983 con un regolare servizio di navigazione internazionale trasportando passeggeri, automobili e merci usando un grande e moderno traghetto multifunzione, il Norröna. L'imbarcazione originale era un traghetto di costruzione svedese precedentemente battezzato Gustav Wasa (costruito nel 1973). Venne rimpiazzato da un nuovo bastimento costruito appositamente (questa volta a Lubecca, in Germania) per la compagnia (anch'esso chiamato Norröna) nel 2003.
Il servizio settimanale tocca i seguenti porti:
- Tórshavn, Isole Fær Øer
- Seyðisfjörður, Islanda
- Hirtshals, Danimarca